# Gore, Hrastnik
Gore so naselje v Občini Hrastnik.